# Killfile
Killfile – mechanizm służący do eliminowania niechcianej korespondencji. Nazwa killfile pochodzi z języka angielskiego i oznacza plik zawierający listę ignorowanych użytkowników. W języku polskim funkcjonuje również wolne tłumaczenie – mordplik.
Obecnie taka lista miewa postać:
- listy użytkowników, z którymi dany użytkownik nie chce prowadzić korespondencji;
- listy tematów, na które użytkownik nie chce rozmawiać;
- listy słów, które nie powinny się pojawić w korespondencji skierowanej do użytkownika.

Killfile jest stosowany przez wiele czytników grup dyskusyjnych oraz niektóre mechanizmy odbioru poczty elektronicznej. Przykładowo osoba, która nas obraziła, jest umieszczana w killfile'u i wiadomości wysyłane przez tę osobę będą ignorowane.
Rozwinięciem mechanizmu killfile'a jest scorefile, gdzie różnym cechom wiadomości przydzielane są różne liczby punktów (dodatnie lub ujemne) na podstawie odpowiednich kryteriów, na przykład autora, języka, tematu lub pojawiających się słów. Jeśli suma tych punktów przekroczy pewną ustaloną wartość, to wiadomość jest kasowana lub przepuszczana.